# Finestra de llanceta

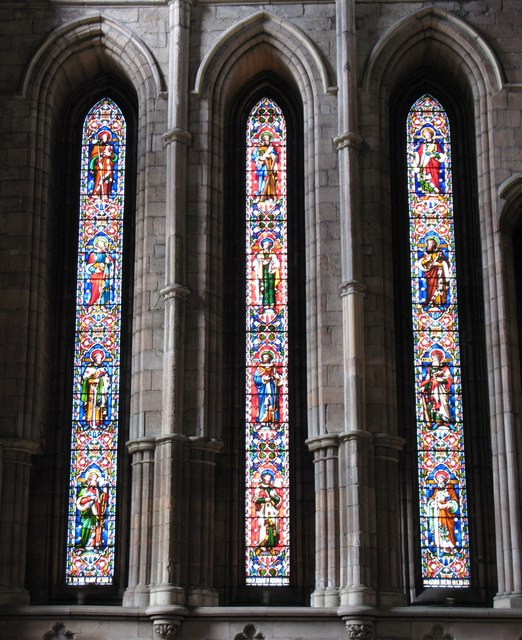
Finestres de llanceta a l'abadia de Hexham, Regne Unit

Una finestra de llanceta és una finestra alta i estreta amb un arc apuntat a la part superior. Va adquirir el nom de "llanceta" per la seva semblança a una llança. Aquest motiu arquitectònic és típic de l'església gòtica del primer període. Les finestres de llanceta poden aparèixer de manera individual, aparellades sota un sol motlle, o agrupades en un nombre senar amb la finestra més alta al centre.
El motiu arquitectònic va aparèixer per primera vegada en el període del gòtic francès primerenc (c. 1140-1200), i més tard en el període anglès de l'arquitectura gòtica (1200-1275). La característica de la finestra de llanceta era tan habitual que aquesta època es coneixia de vegades com el "període de llanceta".
El terme "finestra de llanceta" s'aplica correctament a finestres de forma austera, sense traceria. Les finestres aparellades de vegades es veien coronades per una senzilla obertura, com ara un tall de trèvol de quatre fulles en la placa de la traceria. Aquesta forma va donar pas al fet que el traçat més lluminós i decorat de la finestra fos més adornat.

## Exemples

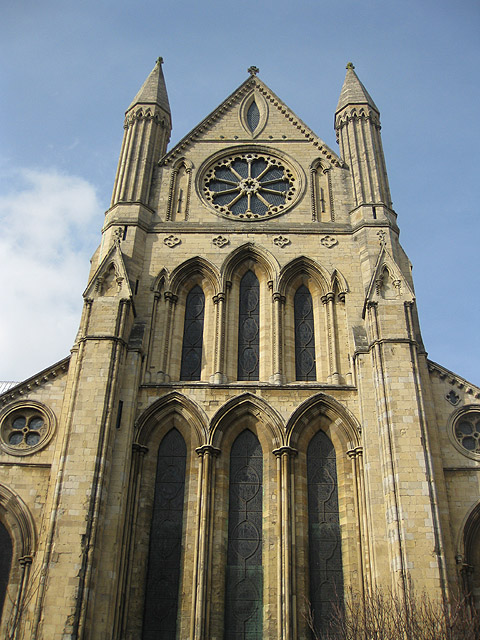
Les primeres finestres de llanceta anglesa al creuer sud de Beverley Minster, East Riding de Yorkshire
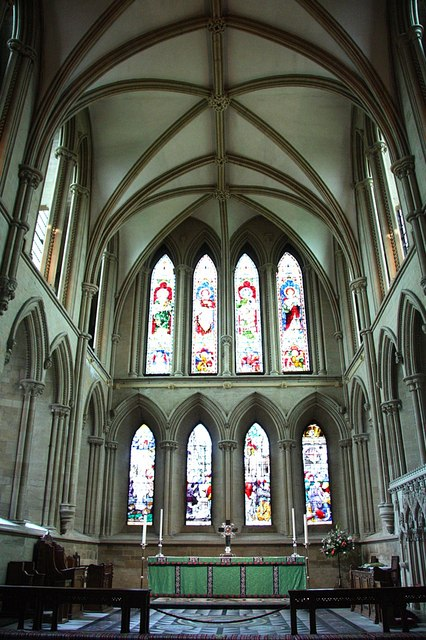
Les primeres finestres de llanceta angleses es construïren el 1234, a l'extrem est del Southwell Minster, Nottinghamshire
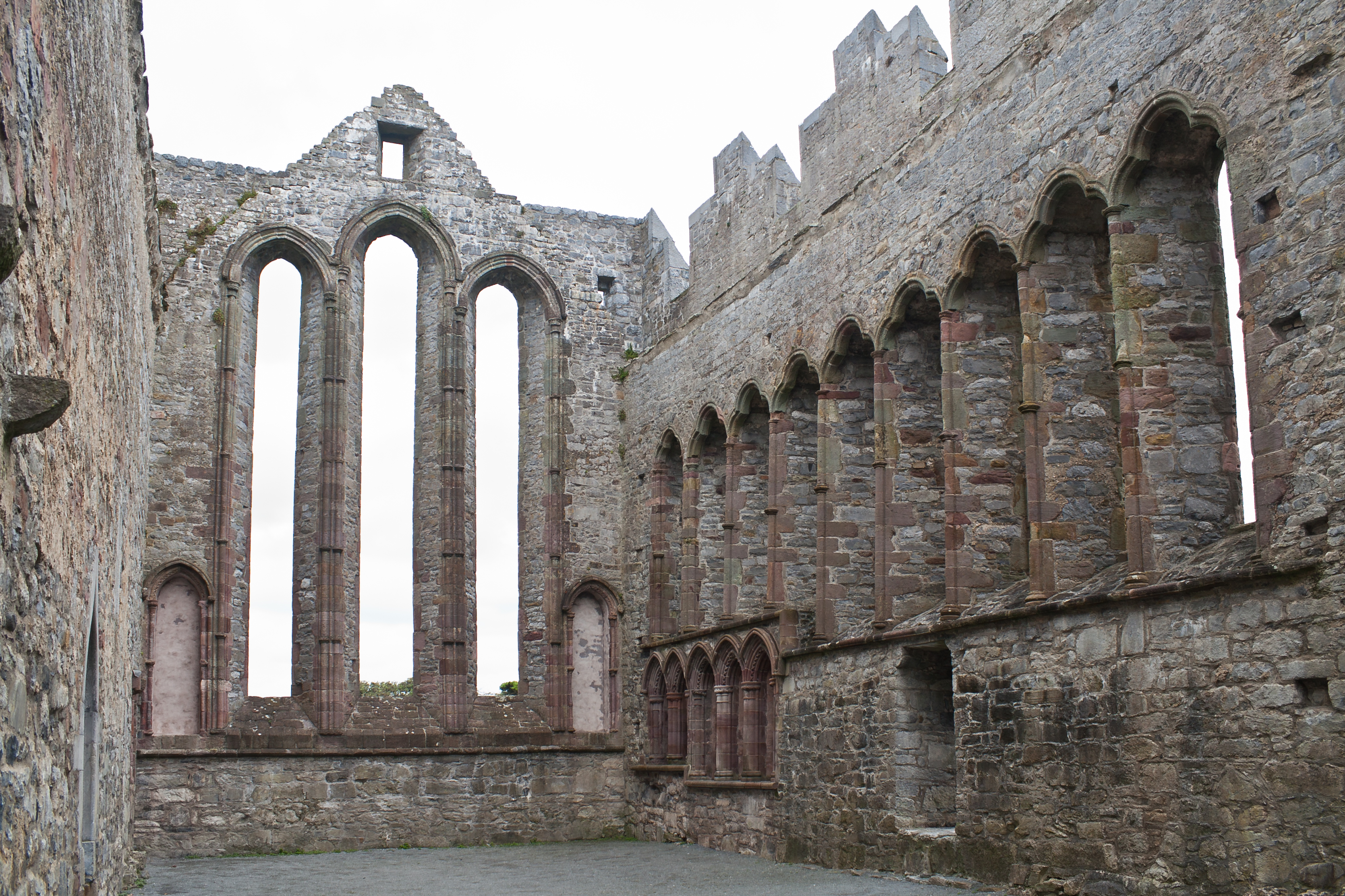
Finestra anglesa primerenca de l'est i sèrie de nou finestres llancetes a la paret sud del cor, a les ruïnes de la catedral d'Ardfert, comtat de Kerry, Irlanda
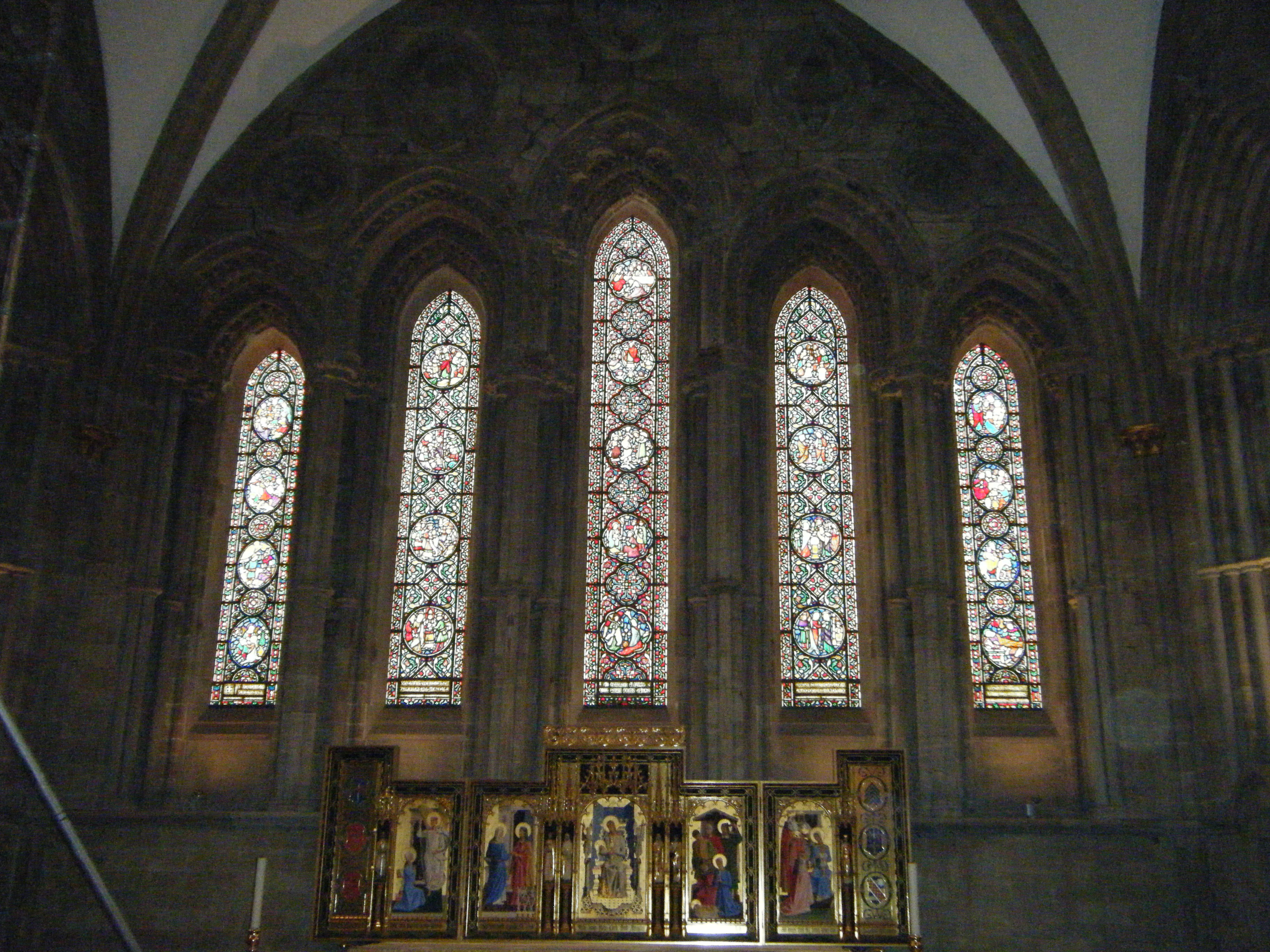
Primeres finestres de llanceta angleses a la capella de la catedral d'Hereford, Herefordshire, Anglaterra
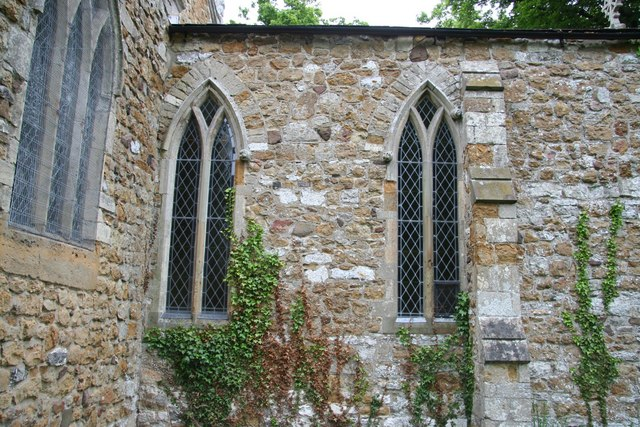
Traçat de finals del segle xiii en finestres lluminoses del presbiteri de l'església de St. Helen, Barnoldby le Beck, Lincolnshire, Anglaterra
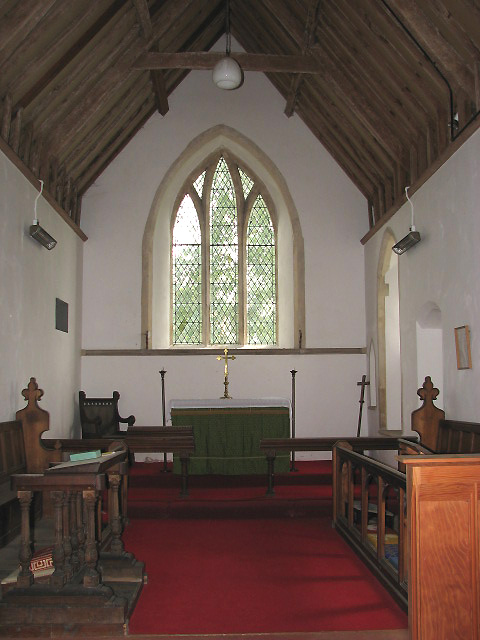
Finestra est de triple llanceta, c. 1300, a l'església de St. Andrew, Norfolk, Anglaterra
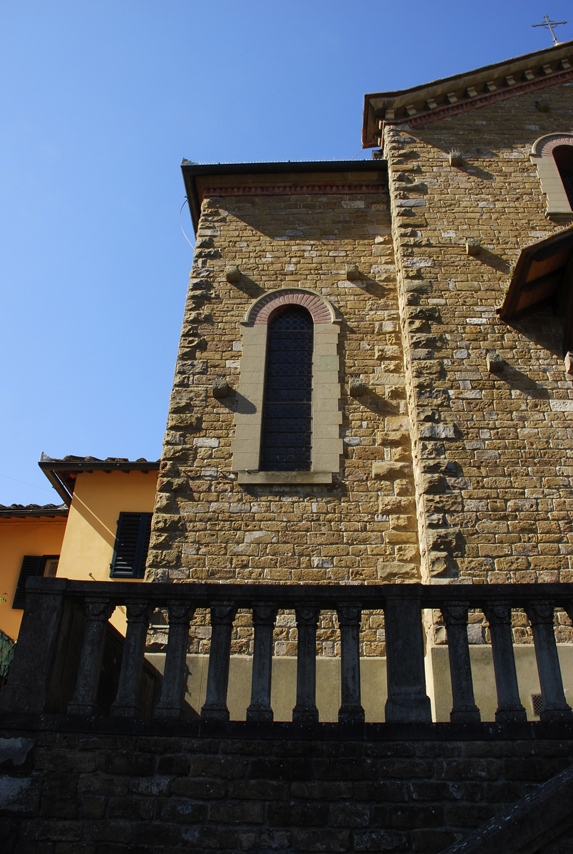
Passadís esquerre amb una sola finestra de llanceta a l'església medieval de Santa Llúcia a Galluzzo, Florència
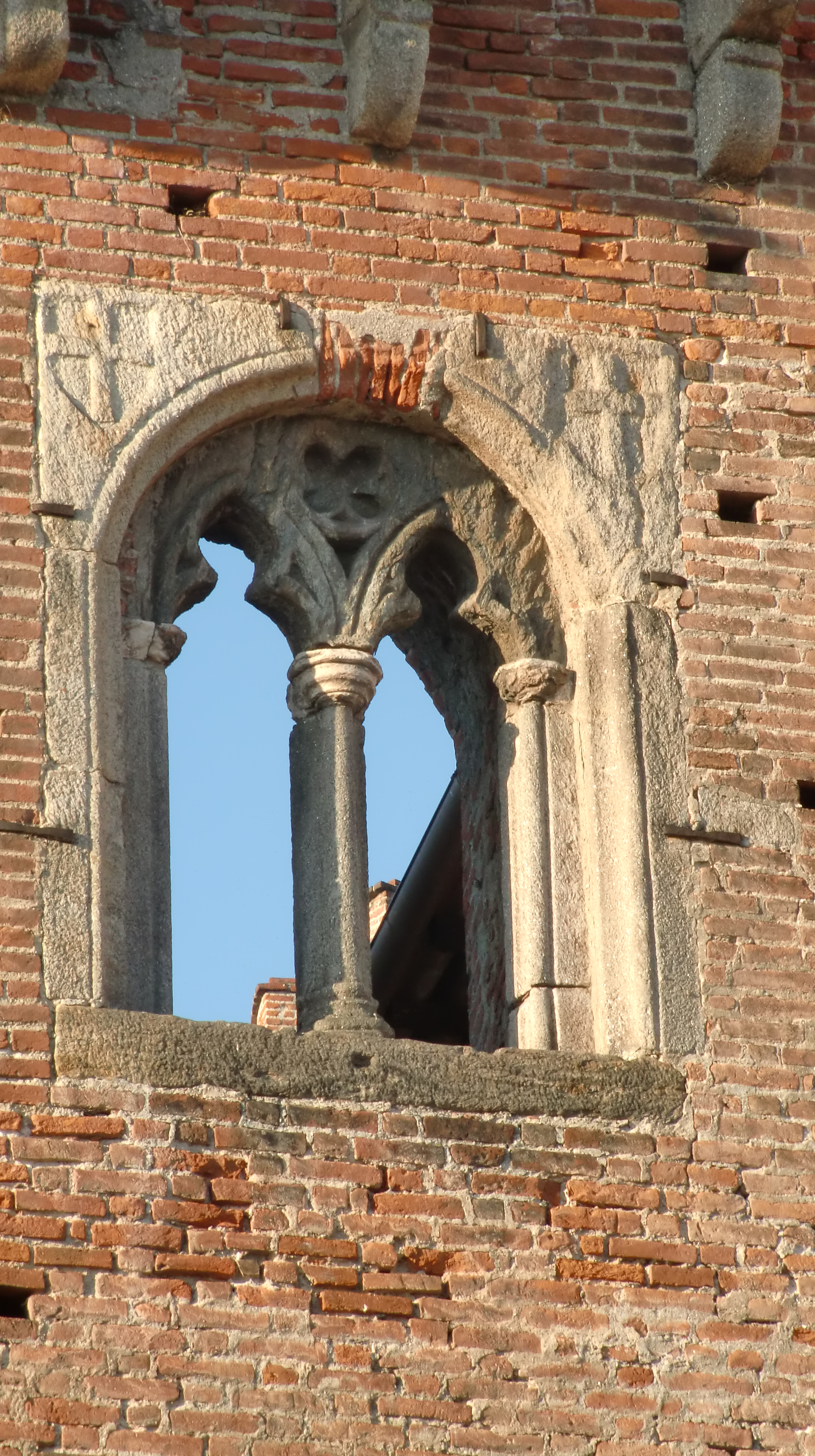
Una finestra de doble llanceta al castell del segle xiv a Ivrea, a la regió de Piemont d'Itàlia